# Nancy (Franciaország)
Nancy  város Franciaország Grand Est régiójában, Meurthe-et-Moselle megye székhelye.

## Történet
A várost a 11. században említették először. 1055-ben Gerhard felső-lotaringiai herceg várat emeltetett itt. 1265-ben városi rangot kapott a település. Ekkor kezdték el építeni a városfalat.
1477. január 5-én Merész Károly burgundi herceg felkereste a várost és székhelyévé tette.

## Látnivalók
- Musée Historique Lorrain
- Église des Cordeliers
- Pépinière
- Musée de l’École de Nancy
- Dóm
- Musée des Beaux-Arts
- NASIUM – La cite des Leuques – római település https://web.archive.org/web/20161004215553/http://lesleuques.net/
- Musée Émile Gallé

## Egyéb
- ICN Business School
- Université Henri Poincaré

## Ismert emberek
- I. Ferenc német-római császár, (1708–1765)
- Émile André, (1871–1933) építész
- Jacques Callot, (1592–1635) grafikus
- Antoine Drouot, (1774–1847) Napóleon seregének egyik tábornokaként szolgált
- Pascal Dusapin, (1955–) zeneszerző
- Adèle Ferrand, (1817–1848) festő
- Émile Gallé, (1846–1904) a szecesszió egyik vezéralakja
- Hubert Lyautey, (1854–1934) tábornok, politikus
- Charles Palissot de Montenoy, (1730–1814) író
- Henri Poincaré, (1854–1921) matematikus, fizikus és filozófus
- Joseph Ducreux, (1735–1802)  portréfestő, pasztellista

## Közlekedés
A belvárosban modern buszjáratok közlekednek, továbbá üzemel itt kötöttpályás buszrendszer is.
A város fontos vasúti csomópont is, főpályaudvara Gare de Nancy-Ville.

## Testvérvárosok
- Newcastle upon Tyne, Anglia
- Liège, Belgium
- Karlsruhe, Németország
- Padova, Olaszország
- Kanazava, Japán
- Kiryat Shmona, Izrael
- Lublin, Lengyelország
- Cincinnati, Egyesült Államok